# عین شکاک
عین شکاک (به فرانسوی: Ain Cheggag) یک منطقهٔ مسکونی در مراکش است که در فاس بولمان واقع شده‌است.

## خصوصیات
عین شکاک ۴٬۴۳۶ نفر جمعیت دارد.